# Nordkapps kommun
Nordkapps kommun (norska: Nordkapp kommune, nordsamiska: Davvinjárgga gielda, kvänska: Kappan komuuni) är en kommun i Finnmark fylke i norra Norge. Kommunen utgörs av Magerøya, och delar av fastlandet på östra och västra sidan av Porsangerfjorden. Kommunens centralort är tätorten Honningsvåg.
I kommunen finns den berömda klippan Nordkap samt udden Knivskjellodden som räknas som Europas nordligaste plats.

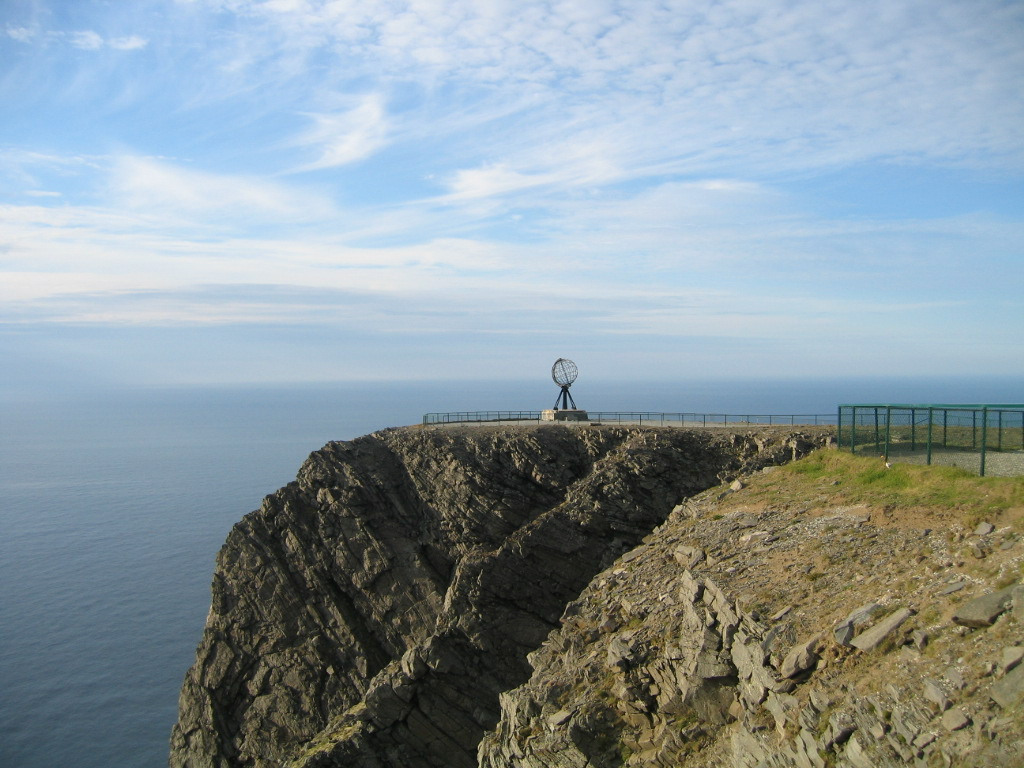
Nordkap.
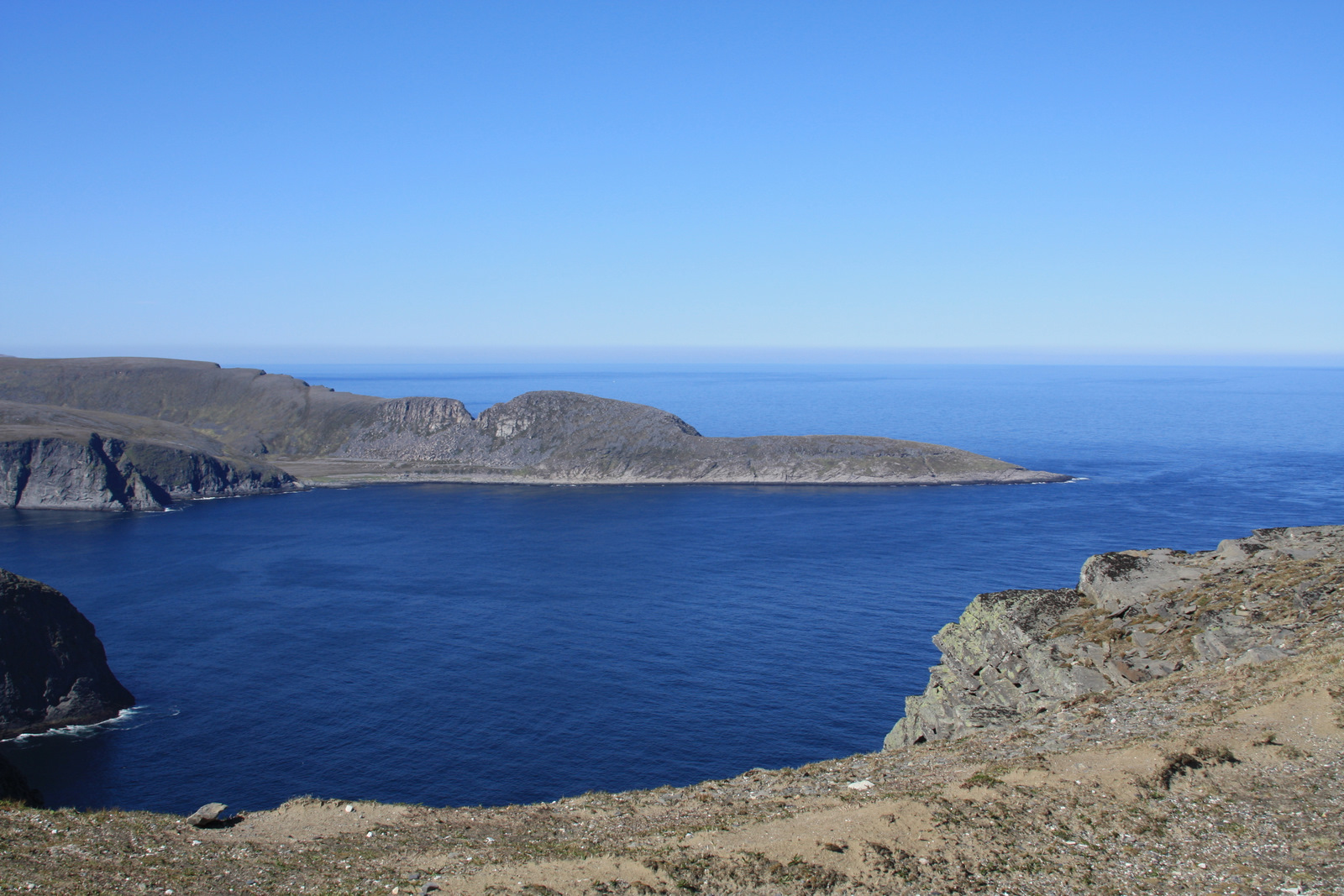
Knivskjellodden.

## Administrativ historik
Nordkapps kommun grundades 1861 under namnet Kjelviks kommun, genom en delning av Kistrands kommun, som idag heter Porsangers kommun. Efter att samhället Kjelvik bränts ner under slutet av andra världskriget och bara delvis byggdes upp igen, så bytte kommunen namn till Nordkapp 1950. 1984 överfördes västra delen av ön Magerøya med 240 invånare från Måsøy kommun.

## Tätorter
I Nordkapps kommun finns två tätorter:
- Honningsvåg (centralort)
- Nordvågen - Efter Honningsvåg den näst största orten i kommunen med cirka 450 invånare, med ett fiskeläge med skola och även en anläggning för alpin skidsport.

## Övriga orter
- Gjesvær - Ett fiskeläge med cirka 190 invånare, känt från vikingatiden och omnämnt i Snorres saga. Här finns Europas nordligaste björkskog.
- Skarsvåg - Europas nordligast bebodda ort, med cirka 150 invånare. Här finns både skola och simhall.
- Kamøyvær - Ett litet fiskeläge med cirka 140 invånare.
- Repvåg - Kommunens enda större ort på fastlandet. Här bor cirka 30 personer.
- Kåfjord
- Stranda

## Socknar
Inom Norska kyrkan motsvaras Nordkapps kommun av Nordkapps socken i Hammerfests prosteri i Nord-Hålogalands stift.